# Göteborgs spinnhusförsamling
Göteborgs spinnhusförsamling var en församling för de intagna på Göteborgs kronospinnhus i Göteborgs stift och i nuvarande Göteborgs kommun. Församlingen uppgick omkring 1825 i Göteborgs fattighusförsamling.

## Administrativ historik
Församlingen bildades omkring 1740 och uppgick omkring 1825 i Göteborgs fattighusförsamling.
Församlingen utgjorde ett eget pastorat med Göteborgs fattighusförsamling som moderförsamling.
Det finns sedan särskilda kyrkoböcker för Kronospinnhuset 1838-1897